# Gara Tulcea Mărfuri
Gara Tulcea Mărfuri este o gară care deservește municipiul Tulcea, România.